# Kim Yoon-ji
NS Yoon-G (nome em inglês: Christine Kim; nome em coreano: Kim Yoonji; Hangul: 김윤지; nascida em 6 de setembro de 1988), por vezes estilizado como NS Yoonji, é uma cantora de K-pop que estreou em 2009 com o single digital "Meori Apa" através da JTM Entertainment. O NS em seu nome significa "Novo Espírito", e Yoon-G usa seu nome coreano como nome artístico, pois percebeu que "Christine" era um pouco difícil de pronunciar para os coreanos.

## Biografia
Yoon-G nasceu em Seul, Coreia do Sul. Ela mudou-se para o Vale de São Fernando, na Califórnia na 4ª série, e estudou na Universidade da Califórnia em Los Angeles, graduando-se com um bacharelato em Comunicação. Yoon-G é prima de Kang Jiyoung do Kara, e possui um irmão mais novo. Ela mudou-se novamente para a Coreia do Sul para seguir seu sonho em tornar-se cantora, juntando-se à DSP Media como estagiária, antes de estrear pela JTM Entertainment com o single "Meori Apa".
Em 1 de novembro de 2012, Yoon-G lançou um single digital, "If You Love Me", com a participação de Jay Park, e lançou um videoclipe oficial bem como uma versão dos bastidores, mostrando Yoon-G e Jay Park juntos no estúdio. Yoon-G apresentou seu single em diversos programas musicais coreanos, tais como Music Bank da KBS, M! Countdown da Mnet, Show! Music Core da MBC e Inkigayo da SBS, juntamente com Jay Park, e ocasionalmente substituído por Simon do DMTN.
Também em novembro de 2012, Yoon-G tornou-se apresentadora do novo show, K-pop Tasty Road com Eli Kim do U-KISS, combinando a onda coreana e a culinária da Coreia em um mesmo programa.
Em janeiro de 2013, Yoon-G apresentou na Cidade de Ho Chi Minh ao lado de Adam Lambert e Aurea.

## Discografia
EP
- Neo Spirit (2012)
- Skinship (2012)
- The Way 2.. (2014)

Álbuns single
- Ambitious (2010)
- Time To Fly High (2010)

## Filmografia
- SBS Star King (2010-11)
- KBS2 100 Points Out of 100 (2010)
- Arirang TV Pops in Seoul (2011) - VJ do show
- MBC 2011 Idol Star Athletics Championships (2011)
- Mnet K-pop Tasty Road (2012) - co-apresentadora com Eli Kim do U-KISS.[7]
- tvN Saturday Night Live Korea (2012) - o episódio com a maior audiência da temporada, exibido em 1 de dezembro, apresentado por Jay Park
- MBC Every 1 Singles 2 (2013)